# Lego Star Wars
Lego Star Wars é um brinquedo temático da The Lego Group sobre a série cinematográfica Star Wars, produzido sob licença do estúdio Lucasfilm. Os primeiros conjuntos chegaram às lojas em 1999, paralelamente ao lançamento, nos cinemas, do filme Star Wars: Episódio I: A ameaça fantasma.
Além de se constituir no primeiro tema licenciado da LEGO, considera-se mantido o mais popular e rentável até hoje.
Desde 1999 vem sendo lançados conjuntos referentes a veículos ou cenas de cada um dos seis filmes realizados. Um veículo, entretanto, o TIE Drone, no chamado Universo Expandido da série. Com o continuo sucesso, vários conjuntos foram modificados e relançados ao longo dos anos, o seriado animado Clone Wars também teve vários reproduções de seus veículos e naves.
Além dos conjuntos regulares desta linha, a LEGO editou vários "Ultimate Collectors Sets" e "Minis".

## Jogos eletrônicos
| Título                                  | Ano  | Plataforma | Notas |
| --------------------------------------- | ---- | --- | --- |
| Lego Star Wars: The Video Game          | 2005 | Microsoft Windows, OS X, PlayStation 2, Xbox, Game Boy Advance, GameCube                                                       | Baseado na trilogia prequela de Star Wars. |
| Lego Star Wars II: The Original Trilogy | 2006 | Microsoft Windows, OS X, PlayStation 2, PlayStation Portable, Xbox, Xbox 360, Game Boy Advance, GameCube, Nintendo DS, J2ME    | Baseado na trilogia original de Star Wars. |
| Lego Star Wars: The Complete Saga       | 2007 | Microsoft Windows, OS X, PlayStation 3, Xbox 360, Nintendo DS, Wii, iOS, Android                                               | Lego Star Wars: The Video Game e Lego Star Wars II: The Original Trilogy combinados em um único jogo com vários aprimoramentos e recursos adicionais.. |
| Lego Star Wars III: The Clone Wars      | 2011 | Microsoft Windows, OS X, PlayStation 3, PlayStation Portable, Xbox 360, Nintendo DS, Nintendo 3DS, Wii                         | Baseado no filme e série animada Star Wars: The Clone Wars.                                                                                            |
| Lego Star Wars: The Force Awakens       | 2016 | Microsoft Windows, OS X, PlayStation 3, PlayStation 4, PlayStation Vita, Xbox 360, Xbox One, Nintendo 3DS, Wii U, iOS, Android | Baseado no filme Star Wars: The Force Awakens. |
| Lego Star Wars: The Skywalker Saga      | 2022 | Microsoft Windows, PlayStation 4, PlayStation 5, Xbox One, Xbox Series X/S, Nintendo Switch                                    | Baseado em todos os nove filmes da saga principal de Star Wars.                                                                                        |